# Dimidio
Dimidio (anteriormente llamado 51 Pegasi b o Belerofonte) es un planeta extrasolar, del tipo júpiter caliente, que orbita a la estrella Helvetios. Fue el primero en ser descubierto en una estrella de la secuencia principal y fue anunciado el 6 de octubre de 1995 por Michel Mayor y Didier Queloz, usando el método de velocidad radial en el Observatorio de Haute-Provence con el espectrógrafo ELODIE. Este descubrimiento marcó un gran avance para la investigación astronómica.
En 2017, se descubrieron rastros de agua en la atmósfera del planeta. En 2019, el Premio Nobel de Física fue concedido en parte por el descubrimiento de 51 Pegasi b.

## Descubrimiento
Tras el anuncio del descubrimiento su existencia fue confirmada por el Dr. Geoffrey Marcy de la San Francisco State University y el Dr. Paul Butler de la University of California, Berkeley usando el espectrógrafo Hamilton situado en el Observatorio Lick cerca de San José en California.
Dimidio, antes 51 Pegasi b, fue denominado informalmente como Belerofonte. Tras su descubrimiento se confirmó su existencia a través de múltiples observaciones que han permitido conocer muchas de sus características. El método de detección fue el de las velocidades radiales que permite medir el producto de la masa del planeta por el seno del ángulo de inclinación orbital: m·sin (i) = 0.468 +/- 0.007 (medida en masas jovianas). Este método nos permite dar una cota inferior o masa mínima que debería tener el planeta. Las variaciones de velocidad radial tienen un amplitud de 59 m/s y muestran un periodo orbital de 4.239 ± 0.001 días. Se ha especulado mucho sobre la posible existencia de un compañero planetario de menor masa en órbitas más alejadas al punto de que 51 Pegasi está clasificado como uno de los sistemas candidatos a albergar un planeta terrestre en la llamada franja de habitabilidad, que en este sistema, con una estrella tan parecida al Sol, se encuentra también entre 1 y 2 UA.
A pesar de que inicialmente se planteó que podría tratarse de un cuerpo rocoso dado que las teorías de formación de los gigantes gaseosos prohibían su formación a tan cortas distancias hoy día se cree que un valor tan elevado de la masa es únicamente compatible con un gigante gaseoso tipo Júpiter.
El descubrimiento del primer planeta extrasolar constituyó un importante éxito de la investigación astronómica al mostrar a los astrónomos que planetas de tipo gigante podían existir en órbitas de corto periodo, algo que hasta entonces no se consideraba. Una vez que se vio que tales planetas podían existir, se sucedió un reguero de descubrimientos de planetas similares. Actualmente Dimidio pertenece a toda una categoría de planetas llamados jupíteres calientes. Planetas como Dimidio no son compatibles con los vigentes modelos de formación planetaria por lo que su descubrimiento incentivó el debate sobre las nuevas teorías de la migración planetaria según las cuales los planetas podrían a lo largo de su vida evolucionar sus órbitas pudiendo acercarse hacia su estrella mucho más cerca de donde originalmente se formaron. El replanteamiento de las tesis de formación y evolución planetaria aún prosigue hoy día con el descubrimiento de más mundos extraños con órbitas y masas más extremas si cabe.
El descubrimiento del exoplaneta fue anunciado el 6 de octubre de 1995 por Michel Mayor y Didier Queloz de la Universidad de Ginebra en la revista Nature. Utilizaron el método de velocidad radial con el espectrógrafo ELODIE del Observatoire de Haute-Provence telescopio en Francia y fueron noticia mundial con su anuncio. Por este descubrimiento, fueron galardonados con el Premio Nobel de Física de 2019.
El planeta fue descubierto utilizando un espectroscopio sensible que podía detectar los ligeros y regulares cambios de velocidad en las líneas espectrales de la estrella de unos 70 metros por segundo. Estos cambios se deben a los efectos de la gravitación del planeta a sólo 7 millones de kilómetros de distancia de la estrella.
Una semana después del anuncio, el planeta fue confirmado por otro equipo utilizando el Observatorio Lick en California.

## Nombre

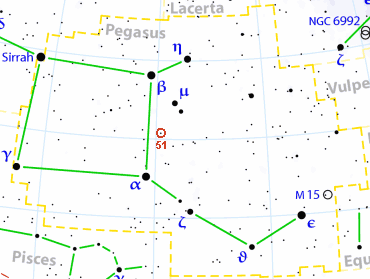
Localización de 51 Pegasi en Pegasus

51 Pegasi es la Denominación de Flamsteed de la estrella anfitriona. El planeta fue designado originalmente 51 Pegasi b por Michel Mayor y Didier Queloz, que descubrieron el planeta en 1995. Al año siguiente fue apodado extraoficialmente "Belerofonte"  /bE'lEr@fQn/ por el astrónomo Geoffrey Marcy, que siguió la convención de bautizar a los planetas con nombres de griega y figura mitológica romanas (Belerofonte es una figura de la mitología griega que montaba el caballo alado Pegaso). 
En julio de 2014, la Unión Astronómica Internacional lanzó NameExoWorlds, un proceso para dar nombres propios a ciertos exoplanetass y sus estrellas anfitrionas. El proceso implicó la nominación y votación pública de los nuevos nombres. En diciembre de 2015, la IAU anunció que el nombre ganador para este planeta era Dimidium. El nombre fue propuesto por la Sociedad Astronómica de Lucerna, Suiza. 'Dimidium' es Latín para 'mitad', en referencia a la masa del planeta de aproximadamente la mitad de la masa de  Júpiter. 

## Características físicas

Póster promocional "Exoplanet Travel Bureau" de la NASA

Tras su descubrimiento, muchos equipos confirmaron la existencia del planeta y obtuvieron más observaciones de sus propiedades. Se descubrió que el planeta orbita alrededor de la estrella en unos cuatro días. Está mucho más cerca de ella que Mercurio del Sol, se mueve a una velocidad orbital de 136 km/s, y sin embargo tiene una masa mínima de aproximadamente la mitad de la de Júpiter (unas 150 veces la de la Tierra). En su momento, la presencia de un mundo enorme tan cerca de su estrella no era compatible con las teorías de formación de planetas y se consideró una anomalía. Sin embargo, desde entonces se han descubierto otros muchos "Júpiter calientes" (como 55 Cancri y τ Boötis), y los astrónomos están revisando sus teorías sobre la formación de planetas para tenerlos en cuenta mediante el estudio de la  migración orbital.
Suponiendo que el planeta sea perfectamente gris, sin efecto invernadero ni mareas, y con un albedo de Bond de 0,1, la temperatura sería de 1265 Kelvin (991,9 °C; 1817,3 °F). Esto está entre las temperaturas previstas de HD 189733 b y HD 209458 b (1180 Kelvin (906,9 °C; 1664,3 °F)-1392 Kelvin (1118,9 °C; 2045,9 °F)), antes de que se midieran.
En el informe del descubrimiento, inicialmente se especuló con que 51 Pegasi b era el núcleo despojado de una enana marrón de una estrella descompuesta y que, por tanto, estaba compuesto de elementos pesados, pero ahora se cree que es una  gigante gaseosa. Es lo suficientemente masiva como para que su espesa atmósfera no sea arrastrada por el viento solar de la estrella.
51 Pegasi b tiene probablemente un radio mayor que el de Júpiter a pesar de su menor masa. Esto se debe a que su atmósfera sobrecalentada debe hincharse formando una capa espesa pero tenue a su alrededor. Debajo de ella, los gases que componen el planeta estarían tan calientes que el planeta brillaría de color rojo. Es posible que existan nubes de silicatos en la atmósfera.
El planeta está enclavado lateralmente a su estrella, presentando siempre la misma cara ante ella.
El planeta (con Upsilon Andromedae b) fue considerado candidato para la polarimetría por Planetpol. También es candidato a la "caracterización en el infrarrojo cercano.... con el  VLTI Spectro-Imager".

## Primera detección directa de luz visible
La primera detección directa del espectro de luz visible reflejado de un exoplaneta ha sido realizado por un equipo internacional de astrónomos sobre 51 Pegasi b. Los astrónomos estudiaron la luz de 51 Pegasi b usando el instrumento Buscador de Planetas por Velocidad Radial de Alta Precisión (HARPS) en el Observatorio Europeo del Sur (Observatorio de La Silla) en Chile.
Esta detección permitió inferir una masa de 0,46 masas de Júpiter. La detección óptica no pudo replicarse en 2020, lo que implica que el planeta tiene un albedo inferior a 0,15. Las mediciones realizadas en 2021 han detectado marginalmente una señal de luz reflejada polarizada que, si bien no pueden poner límites al albedo sin hacer suposiciones sobre los mecanismos de dispersión, podría sugerir un albedo elevado.